# Obiektywizm
Obiektywizm – stanowisko filozoficzne głoszące, że przedmiot poznania istnieje poza podmiotem poznającym i niezależnie od niego. Bezstronność, postawa badawcza wolna od przesądów i uprzedzeń.